# Tridactylina
Tridactylina là một chi thực vật có hoa trong họ Cúc (Asteraceae).

## Loài
Chi Tridactylina gồm các loài: